# Rifugio per pipistrelli

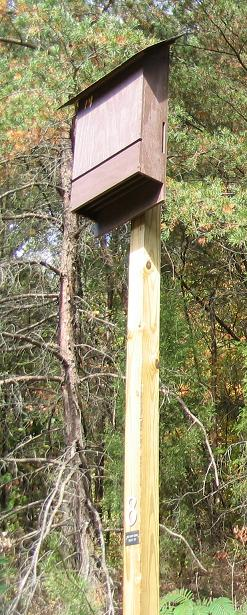
Rifugio per pipistrelli in un ambiente alberato o boschivo.

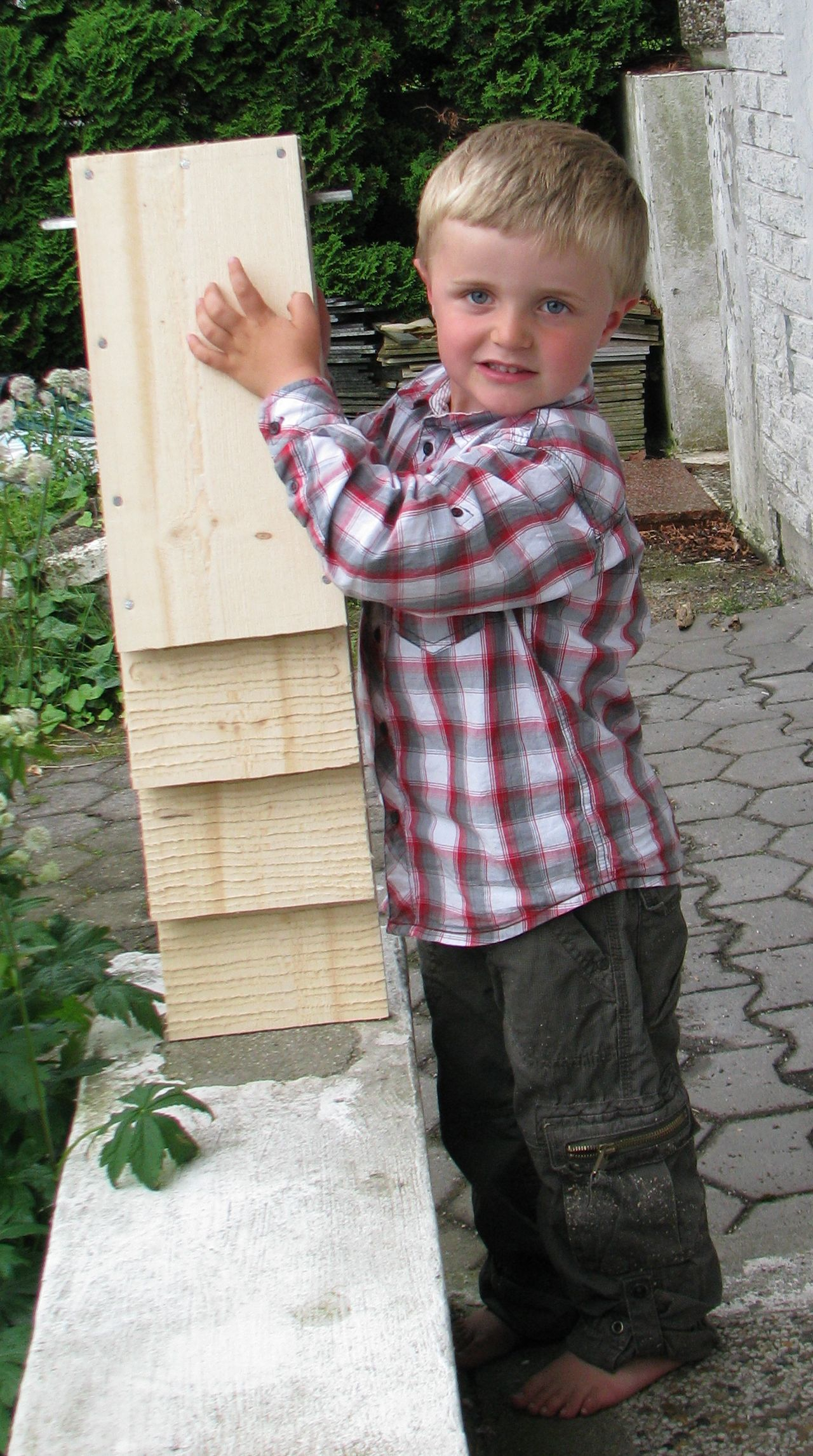
Esempio di rifugio per pipistrelli con superfici interne scanalate orizzontalmente per favorire la presa durante l'arrampicata degli ospiti.

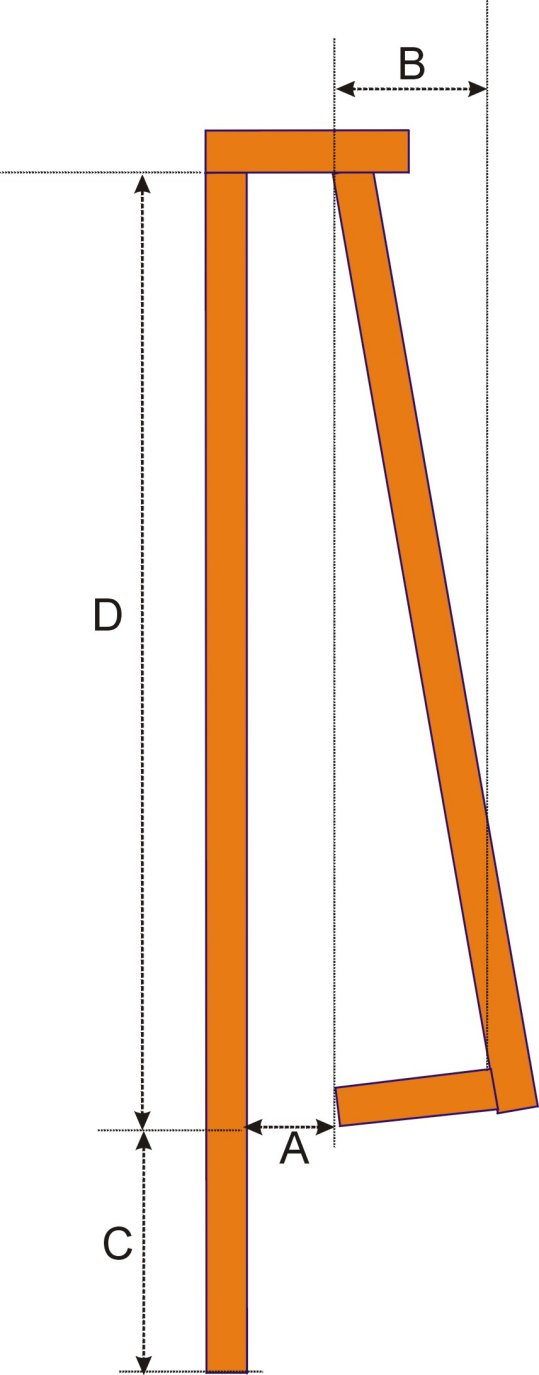
Schema generico di cassetta per pipistrelli. Le pareti potranno essere parallele (B=0). Per le dimensioni nei singoli casi, fare riferimento al testo della voce

Un rifugio per pipistrelli è una costruzione utilizzabile dai pipistrelli come posatoio e rifugio, realizzata di solito in legno. 
Tali manufatti si distinguono dalle casette nido per uccelli sia per le caratteristiche con cui sono realizzati, sia per la funzione che essi sono chiamati ad assolvere. I pipistrelli, infatti, essendo mammiferi, non conoscono le fasi di nidificazione e cova, che sono invece tipiche degli uccelli: pertanto, le cassette a loro dedicate servono a garantire rifugio nelle ore in cui non sono a caccia di insetti, motivo per cui possono essere occupate in qualunque periodo dell'anno, anziché in specifiche stagioni. Dal punto di vista della costruzione, poi, sono dotate di aperture di solito molto più strette rispetto alle cassette per uccelli, ubicate spesso nella parte inferiore della scatola.

## Utilità nella lotta biologica
Molte specie di pipistrello sono minacciate dalla pressione antropica e la disposizione di adeguate cassette può essere d'aiuto al sostenimento di popolazioni localmente importanti per la loro funzione ecologica: i pipistrelli, infatti, sono predatori naturali di zanzare e insetti e, proprio per questo, in varie parti del mondo sono sfruttati come mezzi in grado di controllarne la proliferazione. Si calcola che un singolo pipistrello, in una sola notte, sia in grado di mangiare dai 1.500 ai 2.000 insetti, tra cui una significativa percentuale di zanzare (da 500 a 1000 zanzare per notte), in aggiunta ad altri insetti nocivi. Questi mammiferi volanti si mostrano efficaci anche per il controllo delle popolazioni di zanzara tigre (Aedes albopictus): queste, infatti, sebbene abbiano abitudini diurne, presentano il momento di massima attività al tramonto, in coincidenza con il picco di operosità dei pipistrelli.
I rifugi per pipistrelli sono uno strumento ecocompatibile di lotta biologica e integrata alle zanzare e permettono di evitare l'uso di insetticidi che, per la loro scarsa selettività, hanno spesso un impatto negativo maggiore sui predatori che sulle zanzare.

### Progetti di lotta agli insetti

#### Australia
Progetti pluriennali sono stati condotti in Australia, in particolare all'interno dell'Organ Pipes National Park, con 42 posatoi artificiali realizzati secondo le indicazioni di Robert E. Stebbings, che si sono mostrati in grado di ospitare al loro interno fino a 280 esemplari di pipistrello. Il problema principale di questi e di altri nidi è la loro manutenzione periodica: il deterioramento del legno in cui sono costruiti, la loro caduta a terra, l'occupazione o l'infestazione dei vani da insetti e ragni, o l'invasione di altri mammiferi, come ratti e opossum.

#### Italia
Le prime attestazioni dell'uso di rifugi per pipistrelli in Italia risalgono ai primi anni del '900, durante la Bonifica dell'Agro Pontino, quando, seguendo l'esempio americano, furono installati enormi "pipistrellai" a forma di torri tronco-piramidali, come strumento di lotta biologica contro la malaria.
Il Museo di zoologia La Specola dell'Università di Firenze ha proposto un progetto di studio e sensibilizzazione su larga scale per l'adozione di cassette per pipistrelli come sistema di controllo della proliferazione delle zanzare. Nel 2007 sono state distribuite gratuitamente 220 cassette. In seguito, grazie alla collaborazione con un gruppo commerciale italiano che si occupa di grande distribuzione organizzata e con un'importante casa editrice di fumetti, è stato possibile aumentare i volumi, distribuendo i ricoveri per pipistrelli nei punti vendita del gruppo, al solo prezzo di costo. I volumi di distribuzione sono saliti così a 3.000 nel 2008, 8.000 nel 2009 e 14.000 nel 2010. Lo schema di costruzione è stato reso disponibile in rete, in modo da permettere l'autocostruzione.

## Realizzazione delle cassette per pipistrelli
Le cassette rifugio per pipistrelli possono essere comprate in negozi specializzati o sono messe a disposizione attraverso i cataloghi e i canali di merchandising destinati all'autofinanziamento di associazioni per la conservazione della natura. Questi oggetti, peraltro, al pari delle cassette nido per uccelli, si prestano alla realizzazione fai da te per la loro semplicità: progetti per l'autocostruzione di rifugi a base aperta destinati a ospitare piccole o grandi colonie e siti che ne effettuano la commercializzazione, sono disponibili sulla rete internet.
Un esempio di questi contenuti pubblicati in rete è lo schema di base del progetto "BAT BOX: un pipistrello per amico", accessibile sul sito internet del Museo di storia naturale La Specola, sezione di zoologia.

## Collocazione
Al pari delle casette per gli uccelli, quelle per pipistrelli vengono collocate in molteplici contesti e habitat adatti allo scopo: di solito, su alberi o grossi arbusti, o sulla parte sottostante i cornicioni delle case, dove i rifugi offrono ai pipistrelli un posto idoneo per dormire, ripararsi dalle intemperie e riprodursi.
Sono sempre più presenti anche nei giardini pubblici o privati come elemento decorativo e per garantire un'abitazione per tutte quelle specie di chirotteri che, nelle città, fanno sempre più fatica a trovare ripari sicuri, finendo spesso incastrati nelle grondaie o schiacciati da tegole e basculanti di autorimesse. 
I rifugi per pipistrelli vengono anche collocati in ambienti che risentono della proliferazione di grandi quantità di insetti nocivi, come le zanzare, che costituiscono una importante fonte di nutrimento per i pipistrelli.

## Iniziative di promozione all'uso
Dal 2008, un gruppo di ricercatori dell'Università di Firenze e del museo di zoologia la Specola ha avviato un progetto di ricerca che prevede la vendita, attraverso un partner della grande distribuzione, di rifugi per pipistrelli al prezzo di costo, oltre che iniziative sulla conoscenza delle abitudini dei chirotteri e della loro importante funzione biologica.